# IFT27
IFT27 (англ. Intraflagellar transport 27) – білок, який кодується однойменним геном, розташованим у людей на довгому плечі 22-ї хромосоми. Довжина поліпептидного ланцюга білка становить 186 амінокислот, а молекулярна маса — 20 480.
| 10         |  | 20         |  | 30         |  | 40         |  | 50         |
| ---------- |  | ---------- |  | ---------- |  | ---------- |  | ---------- |
| MVKLAAKCIL |  | AGDPAVGKTA |  | LAQIFRSDGA |  | HFQKSYTLTT |  | GMDLVVKTVP |
| VPDTGDSVEL |  | FIFDSAGKEL |  | FSEMLDKLWE |  | SPNVLCLVYD |  | VTNEESFNNC |
| SKWLEKARSQ |  | APGISLPGVL |  | VGNKTDLAGR |  | RAVDSAEARA |  | WALGQGLECF |
| ETSVKEMENF |  | EAPFHCLAKQ |  | FHQLYREKVE |  | VFRALA     |  |            |

A: Аланін

C: Цистеїн

D: Аспарагінова кислота

E: Глутамінова кислота

F: Фенілаланін

G: Гліцин

H: Гістидин

I: Ізолейцин

K: Лізин

L: Лейцин

M: Метіонін

N: Аспарагін

P: Пролін

Q: Глутамін

R: Аргінін

S: Серин

T: Треонін

V: Валін

W: Триптофан

Задіяний у таких біологічних процесах, як транспорт, транспорт білків, альтернативний сплайсинг. 
Білок має сайт для зв'язування з нуклеотидами, ГТФ. 
Локалізований у клітинних відростках.